# احتیملات
احتیملات (به عربی: إحتیملات) یک روستا در سوریه است که در ناحیه صوران (حلب) واقع شده‌است. احتیملات ۶٬۷۶۴ نفر جمعیت دارد.